# Mohamed Naguib (football)
Pour les articles homonymes, voir Mohamed Naguib et Naguib.
Mohamed Naguib est un footballeur international égyptien né le 31 janvier 1983 à Mansourah. Il joue au poste de défenseur.

## Biographie
Mohamed Naguib reçoit sa première sélection en équipe d'Égypte le 16 décembre 2010, lors d'un match amical face au Qatar.
Il remporte la Ligue des champions de la CAF en 2012 avec le club d'Al Ahly.

## Palmarès
- Vainqueur de la Ligue des champions de la CAF en 2012 avec Al Ahly
- Vainqueur de la Supercoupe de la CAF en 2012 avec Al Ahly
- Championnat d'Egypte : 2014, 2016, 2017 et 2018